# João Pedro Junqueira de Jesus
João Pedro Junqueira de Jesus (Ribeirão Preto, 26 september 2001) - alias João Pedro - is een Braziliaans voetballer die doorgaans als aanvaller speelt. Hij verruilde op 2 juli 2025 Brighton & Hove Albion voor Chelsea, waarmee hij anderhalve week later het WK voor clubs won.

## Clubcarrière

### Fluminense
João Pedro speelde acht jaar in de jeugdopleiding van Fluminense. Hij tekende op 18 oktober 2018 een vijfjarig contract bij Watford, maar zou pas in januari 2020 ook echt de overstap maken. Hij debuteerde op 29 april 2019 voor Fluminense in de Série A, als invaller thuis tegen Goiás. Hij veroverde datzelfde jaar nog een basisplaats. In 25 competitieduels maakte de aanvaller vier doelpunten voor Fluminense. Op 30 oktober 2019 werd bekend dat hij een werkvergunning had gekregen voor het Verenigd Koninkrijk. 

### Watford
In januari 2020 sloot de Braziliaan zich aan bij de selectie van Watford. João Pedro stond er niet meteen bij Watford. In zijn eerste halfjaar mocht hij vijf keer spelen, waarvan vier keer keer als invaller. Zijn club degradeerde dat seizoen uit de Premier League. João Pedro veroverde in 2020/21 vroeg in het seizoen een basisplaats en stond die niet meer af. Hij behoorde zo tot de kern van spelers die Watford via een tweede plaats in de Championship terugbrachten naar het hoogste niveau. Hierin speelde hij aanzienlijk minder en volgde meteen weer degradatie. Op het tweede niveau werd hij opnieuw basisspeler. Zijn ploeggenoten en hij eindigden deze keer op de elfde plaats in de Championship. Zelf scoorde hij elf keer, zijn hoogste seizoensaantal tot dan toe.

### Brighton & Hove Albion
Voor João Pedro ontstonden er andere mogelijkheden dan nog een seizoen op het tweede niveau. Hij had zich in de aandacht gespeeld van Brighton & Hove Albion, de nummer zes van de Premier League in 2022/23. Hij tekende er in mei 2023 een vijfjarig contract en sloot zich twee maanden later aan bij zijn nieuwe club. Hij maakte op 12 augustus tegen Luton Town met een doelpunt zijn eerste doelpunt voor Brighton. In drie competities scoorde hij er lustig op los. Hij scoorde vijf keer in twee FA Cup-wedstrijden tegen Stoke City en Sheffield United en scoorde zes keer in zes groepsfasewedstrijden van de Europa League, waaronder twee keer in zijn Europese debuut tegen AEK Athene. In de Premier League scoorde hij tweemaal in een 3-2 overwinning op Nottingham Forest en opnieuw in een 4-2 overwinning op Tottenham Hotspur. 

### Chelsea
Op 2 juli 2025 werd Pedro gecontracteerd door Chelsea. Hij werd dezelfde dag opgenomen in de selectie van Chelsea voor het lopende WK voor clubs. Twee dagen later maakte hij zijn debuut in de kwartfinales, waar hij in de tweede helft inviel in de 2-1 overwinning van Chelsea tegen Palmeiras. Op 8 juli 2025 scoorde hij twee keer in de halve finale tegen zijn jeugdclub Fluminense. In de finale scoorde hij het laatste doelpunt in een 3-0 overwinning op Paris Saint-Germain.

## Clubstatistieken
| Seizoen | Club                   | Competitie     | Competitie | Competitie | Beker | Beker | Internationaal | Internationaal | Overig* | Overig* | Totaal | Totaal |
| Seizoen | Club                   | Competitie     | Wed.       | Dlp.       | Wed.  | Dlp.  | Wed.           | Dlp.           | Wed.    | Dlp.    | Wed.   | Dlp.   |
| ------- | ---------------------- | -------------- | ---------- | ---------- | ----- | ----- | -------------- | -------------- | ------- | ------- | ------ | ------ |
| 2019    | Fluminense             | Série A        | 25         | 4          | 4     | 2     | 4              | 3              | 4       | 1       | 37     | 10     |
| 2019/20 | Watford                | Premier League | 3          | 0          | 2     | 0     | –              | –              | –       | –       | 5      | 0      |
| 2020/21 | Watford                | Championship   | 38         | 9          | 2     | 0     | –              | –              | –       | –       | 40     | 9      |
| 2021/22 | Watford                | Premier League | 28         | 3          | 1     | 1     | –              | –              | –       | –       | 29     | 4      |
| 2022/23 | Watford                | Championship   | 35         | 11         | 0     | 0     | –              | –              | –       | –       | 35     | 11     |
| 2023/24 | Brighton & Hove Albion | Premier League | 31         | 9          | 3     | 5     | 6              | 6              | –       | –       | 40     | 20     |
| 2024/25 | Brighton & Hove Albion | Premier League | 27         | 10         | 3     | 0     | –              | –              | –       | –       | 30     | 10     |
| 2024/25 | Chelsea                | Premier League | –          | –          | –     | –     | –              | –              | 3       | 3       | 3      | 3      |
| Totaal  | Totaal                 | Totaal         | 187        | 46         | 15    | 8     | 10             | 9              | 7       | 4       | 219    | 67     |

*Betreft wedstrijden op het Campeonato Carioca met Fluminense en wedstrijden op het WK voor clubs met Chelsea.

Bijgewerkt tot en met 14 juli 2025

## Erelijst
Chelsea
- WK voor clubs: 2025[4]